# Запольская, Анастасия Васильевна
Анастасия Васильевна Запольская — Макарова (20 марта 1982, Петрозаводск) — мастер спорта России по боксу, чемпионка Кубка России.

## Биография
Родилась 20 марта 1982 года в городе Петрозаводске в многодетной семье. С детства мечтала выступать на ринге.
Первые серьёзные уроки получила от мастера спорта международного класса Анатолия Курикова. Спустя несколько лет перешла к другому тренеру, мастеру спорта России Андрею Ведягину. Выступает в Олимпийской весовой категории 51 кг.
Является многократным чемпионом Республики Карелия, чемпионом Северо-Западного федерального округа, призёром Чемпионата России и победителем Кубка России, а также первым и единственным на сегодняшний день Мастером спорта России по боксу среди женщин в Республике Карелия. Являлась кандидатом в Олимпийскую женскую сборную России по боксу от Республики Карелия.